# Haus des Geldes
Haus des Geldes (Originaltitel: La casa de papel, wörtlich „Das Papierhaus“) ist eine spanische Fernsehserie von Álex Pina, die im Stile eines Heist-Movies die Geschichte eines Überfalls mit Geiselnahme auf die spanische Banknotendruckerei (Teil 1 und 2) bzw. die spanische Zentralbank (Teil 3, 4 und 5) erzählt. Haus des Geldes zählt mit zu den erfolgreichsten Netflix-Serien überhaupt.

## Geschichte
Die Erstausstrahlung der Serie erfolgte ab Mai 2017 auf dem Sender Antena 3. In deutscher Sprache erschienen die ersten neun Episoden in neu geschnittener, auf ca. 50 Minuten gekürzter Fassung als 13 Episoden im Dezember 2017 auf Netflix. Die restlichen sechs Episoden erschienen neu geschnitten als neun Episoden im April 2018 auf Netflix.
Im Juli 2019 veröffentlichte Netflix weitere Folgen als Teil 3
mit acht Episoden und im April 2020 den vierten Teil mit ebenfalls acht Episoden. Letzterer wurde in den ersten 30 Tagen nach Erscheinen von 65 Millionen Haushalten mit Netflix-Abo gestreamt.
Mitte Oktober 2019 wurde von einem Sprecher der Produktionsfirma bestätigt, dass Netflix zwei weitere Teile der Serie sowie ein Spin-off in Auftrag gegeben habe. Der fünfte Teil sollte ursprünglich im September 2020 und der sechste Teil im März 2021 erscheinen. Wohl aufgrund der COVID-19-Pandemie entschied man sich gegen einen sechsten Teil, womit der fünfte mit zehn Folgen der letzte Teil ist. Die ersten fünf Folgen des fünften Teils wurden im September 2021 auf Netflix veröffentlicht und die letzten fünf Folgen erschienen am 3. Dezember desselben Jahres.

## Handlung

### Teil 1
(Antena-3-Folgen 1–9, Netflix-Folgen 1–13)
Ein mysteriöser Mann, der sich selbst nur als den Professor bezeichnet, organisiert mit Hilfe von acht Spezialisten den größten Raubüberfall in der Geschichte Spaniens. Gemeinsam wollen sie die Fábrica Nacional de Moneda y Timbre, die Banknotendruckerei Spaniens, infiltrieren, um sich somit selbst Geldscheine zu drucken. Um ihre Identität zu schützen und persönliche Bindungen zu vermeiden, benennen sich die acht anderen Verbrecher nach Großstädten: Tokio, Berlin, Rio, Helsinki, Oslo, Moskau, Denver und Nairobi; im Verlauf der Serie werden einige reale Namen bekannt. Das finanzielle Ziel des Raubs sind 2,4 Milliarden Euro. Dazu brauchen sie elf Tage Zugriff auf die Gelddrucker, was einen ausgeklügelten Plan erfordert, um die Spezialkräfte der spanischen Polizei zu täuschen.
In der Serie wird gezeigt, wie die Menschen in angespannten Situationen damit beginnen, sich gegen den Plan zu stellen, oder eben alles dafür tun, dass der Plan letztlich funktioniert. Eine der Geiseln, die zuvor ein Verhältnis mit dem Bankdirektor hatte, verliebt sich in Denver. Motiviert vom Direktor der Banknotendruckerei Arturo Román gelingt einer Gruppe Geiseln die Flucht, wobei sie Oslo schwer verletzen.

### Teil 2
(Antena-3-Folgen 10–15, Netflix-Folgen 14–22)

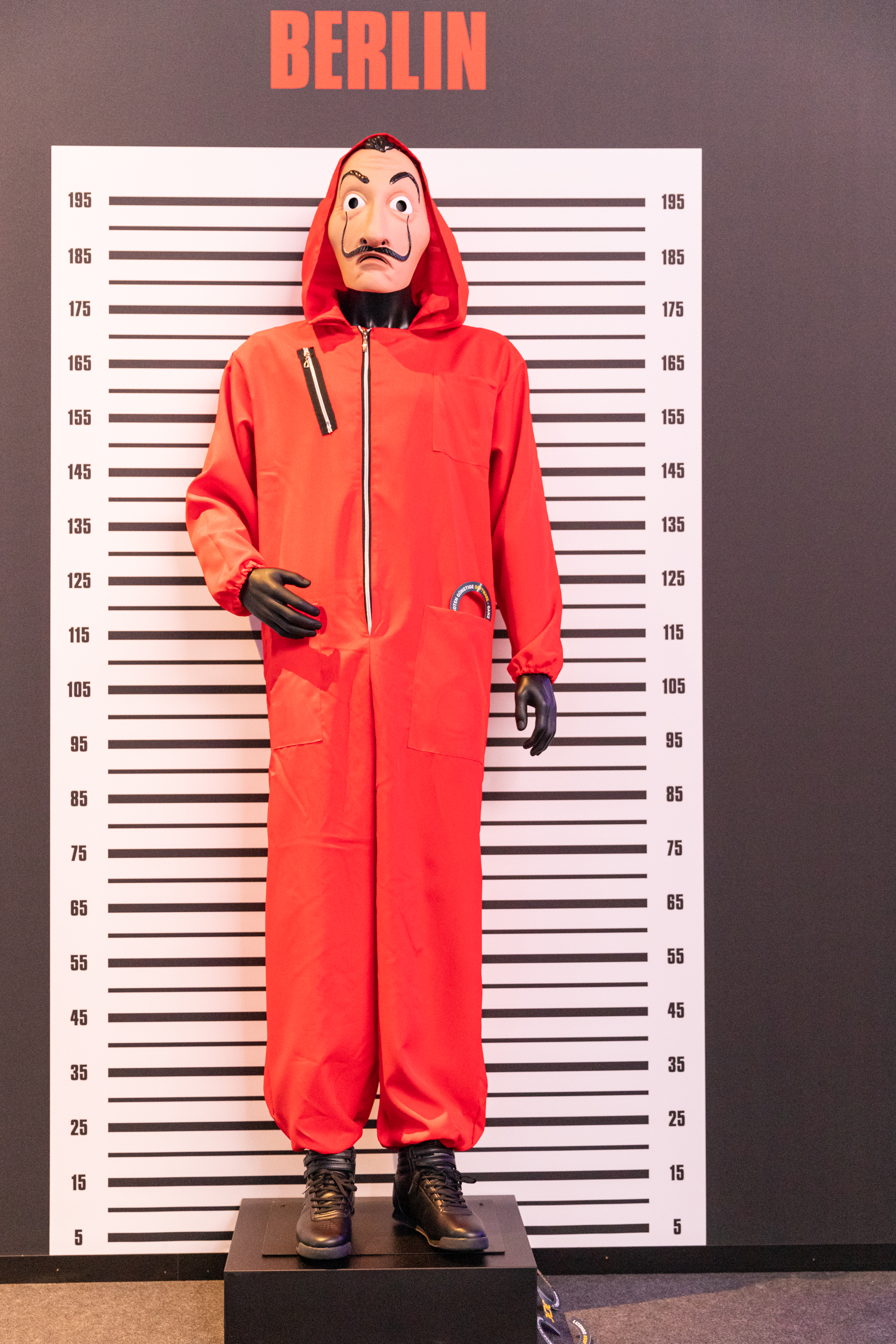
Figur Berlin in Overall und Maske auf der Gamescom 2019

Die Geisel, die sich in Denver verliebt hatte, schließt sich den Bankräubern an und erhält fortan den Übernamen Stockholm als Referenz zum Stockholm-Syndrom. Oslo wird von Helsinki auf Grund seiner Verletzungen und Cousin-Liebe getötet, um ihn von seinem Leiden zu erlösen.
Da auch der Professor in Schwierigkeiten gerät und seine Leute in der Bank eine Zeit lang nichts von ihm hören, zweifelt Tokio an ihm und will auf eigene Faust weitermachen. Berlin, der das Kommando hat, stellt sich dagegen und nach einer Auseinandersetzung mit Tokio liefert er sie an die Polizei aus. Mit Hilfe des Professors wird sie befreit und kehrt zurück, wobei Moskau im Kugelhagel tödlich verwundet wird.
Doch der Professor hat viel größere Probleme: Er verliebt sich in die leitende Polizistin, Inspectora Raquel Murillo, die seine Gefühle erwidert. Dabei ahnt sie nicht, dass ihr Freund der Professor ist. Nachdem sie ihn enttarnt hat, gelingt es ihm nach verbalen und körperlichen Auseinandersetzungen, sie auf seine Seite zu ziehen: Er und seine Leute wollen nichts Böses, lediglich Geld, das nicht einmal jemandem weggenommen wird, um aus ihren schlechten Verhältnissen zu entfliehen und ein neues Leben anzufangen. Die Inspectora entscheidet sich zu kooperieren und setzt ihren Job und das Sorgerecht für ihre Tochter aufs Spiel. Gegen Ende stellt sich Berlin als der Halbbruder des Professors heraus, der an einer unheilbaren Krankheit leidet. Um den anderen die Flucht zu ermöglichen, opfert er sich im Kugelhagel der sie verfolgenden Spezialeinheit.
Der Bande gelingt es, rechtzeitig mit dem Geld zu fliehen. Verkleidet verlassen sie einzeln oder paarweise nach und nach den Hangar mit gefälschten Ausweisen, um ihr neues Leben anzutreten. Das Geld wird von Helsinki und dem Professor in einem Lastwagen mitgenommen.
Es folgt ein Zeitsprung von einem Jahr; Raquel Murillo hat gekündigt. Im Fernsehen sieht sie einen Bericht vom Banküberfall. Sie sucht die Postkarten, die ihr der Professor geschenkt hat; sie hätte sich ein Reiseziel aussuchen sollen. Auf den Rückseiten der Karten entdeckt sie eine geheime Botschaft: Der Professor hat ihr die Koordinatenangabe 10°0′0″N 118°50′0″E hinterlassen. Sie fliegt an das Ziel (Palawan) und trifft den Professor, der auf sie gewartet hat.

### Teil 3
(Netflix-Folgen 23–30)
Zwei Jahre nach dem Überfall sind die Mitglieder der Gruppe auf der ganzen Welt verstreut. Der Professor und die frühere Inspectora Raquel befinden sich in Palawan, Philippinen, Nairobi und Helsinki in La Pampa, Argentinien, Denver und Mónica auf Java, Indonesien, und Tokio und Rio auf einer Insel in Guna Yala, Panama. Tokio sehnt sich nach Abwechslung und plant die Insel zu verlassen. Um Kontakt halten zu können, gibt Rio ihr ein Satellitentelefon. Nach drei Tagen ruft er sie an, doch der Anruf kann zurückverfolgt werden und Rio wird festgenommen. Tokio kann gerade noch so entkommen und gelangt zum Professor nach Thailand, welcher daraufhin den Rest der Gruppe in einem Kloster in Italien versammelt, um Rios Rettung zu planen. Dieser wird derweil an einem unbekannten Ort (ähnlich einer Black Site) von der Inspectora Alicia Sierra gefoltert, um die Aufenthaltsorte der anderen Mitglieder zu verraten. Die Gruppe plant einen Einbruch in die Bank von Spanien, die spanische Zentralbank, und hat es offenbar auf das dort gelagerte Gold abgesehen. Der Plan stammt von Berlin, und der Professor will ihm so Tribut zollen. Durch den Einbruch möchten sie auch die Aufmerksamkeit der Regierung erhalten und öffentlich auf Rios Umstand rechtswidriger Behandlung aufmerksam machen und den Staat zwingen, ein ordentliches Gerichtsverfahren zu eröffnen. Beim Überfall sind diesmal auch Raquel, unter ihrem Decknamen Lissabon, ein Freund des verstorbenen Berlin und zwei neue Handlanger dabei. Der Professor leitet zusammen mit Raquel den Einbruch von außen aus einer mobilen Kommandozentrale.
Nachdem in die Bank eingebrochen wurde, und das Gold aus dem Tresorraum geborgen und eingeschmolzen wird, zeigt sich ein weiteres Ziel der Gruppe: geheime Regierungsdokumente, die ebenfalls im Tresorraum, zusätzlich geschützt, aufbewahrt werden. Durch Drohung mit Veröffentlichung derer will die Gruppe die Polizei zurückhalten. Diese lenkt dann allerdings die Öffentlichkeit mit falschen Angaben ab, und so werden die geheimen Dokumente aus dem Tresor nutzlos.
Nach Gefangennahme eines Sondereinsatzkommandos durch die Gruppe verhandelt der Professor um die Freilassung Rios: 40 Geiseln sowie das Sonderkommando. Nachdem der Tausch vollzogen ist, springt Arturo Román in letzter Sekunde durch die schließende Sicherheitstür in die Bank. Er hat ein Buch über seine Geiselnahme geschrieben und sieht sich selbst als Held, sehnt sich jedoch nach Stockholm bzw. Mónica Gaztambide. Diese hat jedoch kein Interesse mehr an ihm und möchte auch nicht, dass Arturo auf ihren gemeinsamen Sohn trifft. Der Professor und Raquel werden fernab der Bank von der Polizei verfolgt. Der Professor schafft es gerade so, sich auf einem Baum zu verstecken, Raquel zieht sich in eine Scheune zurück. Nachdem Rio zurück zur Gruppe gelassen wird, macht er mit Tokio Schluss, die sich daraufhin betrinkt. Raquel wird von zwei Bauern entdeckt, die es auf die ausgesetzte Belohnung in Höhe von 10 Millionen € abgesehen haben, und schließlich von der Polizei festgenommen. Die Inspectora Alicia Sierra lässt eine Erschießung von Raquel durch die Polizei fingieren, um durch ihren Tod den Professor und somit die Gruppe psychologisch zu brechen. Nairobi wird derweil von Sierra mit einer List an ein Fenster gelockt und von einem Scharfschützen angeschossen. Die Gruppe versucht alles, um die stark blutende Nairobi zu retten, währenddessen plant die Polizei den Trubel zu nutzen, um mit einem Panzerwagen in die Bank zu brechen. Als Reaktion auf Raquels angebliche Tötung ruft der Professor Krieg aus und genehmigt so den Einsatz sämtlicher Mittel. Rio und Tokio feuern mit Panzerabwehrhandwaffen auf das gepanzerte Fahrzeug und verhindern so das Eindringen in letzter Sekunde, verstoßen so aber gegen ihre goldene Regel, dass kein Blut fließen darf.

### Teil 4
(Netflix-Folgen 31–38)
Nachdem die Protagonisten das Feuer auf die Polizei eröffnet haben, versuchen sie, Nairobi mit einer provisorischen Operation zu retten, indem sie die Kugel und den Teil der Lunge, in dem die Kugel feststeckt, herausholen. Nachdem dies, trotz gekappter Verbindung zu einem Chirurgen, gelingt, bricht ein Streit aus. Palermo, dem das Kommando entzogen und an Tokio übergeben wurde, tauscht seinen roten Overall gegen einen Anzug aus und will die Bank verlassen. Er wird in letzter Sekunde von Tokio und Helsinki aufgehalten, die ihn mit Ketten fesseln und zu den Geiseln setzen lassen. In der Zwischenzeit wird Lissabon in die Polizeiverhandlungszentrale vor der Bank gebracht. Sie wird dort in Isolationshaft von Sierra verhört, die sie mit der Festnahme ihrer Mutter und Tochter erpresst.
Der Professor kann vor den Polizisten flüchten und mit Hilfe eines neuen Komplizen, „Marseille“, zurück in die Basis gelangen. Mit Marseille zusammen erpresst er einen Polizisten, der im Zelt der Polizeizentrale vor der Bank arbeitet. Von ihm erfährt er, dass Lissabon noch am Leben ist. Er plant eine komplizierte Befreiungsaktion.
Der Sicherheitschef Gandía des Gouverneurs der Bank von Spanien, der unter den Geiseln mit Handschellen gefesselt ist, wird von Palermo angestachelt, sich aus den Handschellen durch Auskugeln des Handgelenks zu befreien. Es gelingt ihm. Rio will ihn aufhalten, kann es allerdings nicht über sich bringen, die Geisel zu erschießen, da er aufgrund seiner Folter in Teil 3 an einer PTBS leidet.
Der Sicherheitschef Gandía verschanzt sich im Panikraum und beginnt eine systematische Jagd nach den Geiselnehmern. Er entführt Tokio in seinen Panikraum und hält sie dort gefangen.
Nairobi ist erwacht. Sie bekommt einen provisorischen Rollstuhl, da sie sich nach der Operation nicht fortbewegen kann. Es stellt sich heraus, dass Bogotá in sie verliebt ist, die beiden küssen sich während der Jagd auf Gandía. Palermo wird vom Professor wieder ins Team zurückgeholt. Die Situation verschärft sich, als dem Sicherheitschef gelingt, Nairobi zu entführen und in einer Toilette festzuhalten. Nach einer versuchten Befreiungsaktion erschießt er Nairobi vor den Augen der anderen und flüchtet, woraufhin Denver ihn verfolgt. Dieser schafft es, ihm mit einer Granate einen Splitter in den Hals zu rammen. Im Panikraum bricht der Sicherheitschef zusammen. Tokio und die anderen schaffen es, Gandía zu fixieren und er ist nun in Obhut der Protagonisten. Durch eine waghalsige Befreiungsaktion schaffen es der Professor und sein Team, Lissabon in die Bank zu bringen. Der Professor hat es kurz zuvor geschafft, die Polizei und die Regierung in den öffentlichen Medien zu diffamieren und zu beweisen, dass Rio unrechtmäßig behandelt und gefoltert wurde. Das Team ist nun vollständig und verspricht sich, den Krieg „für Nairobi“ zu gewinnen. In der letzten Szene des 4. Teils steht die schwangere Kommissarin Sierra, die ihre eigenen Ermittlungen eingeleitet hat, nachdem sie wegen der Vorwürfe der Medien, Rio gefoltert zu haben, von dem Fall abgezogen wurde, in der Kommandozentrale des Professors. Sierra hatte Aufnahmen des Nummernschildes vom Fahrzeug des Professors bei der Bestechung des Polizisten gefunden. Dadurch gelang es ihr, den Kontrollraum des Professors aufzufinden. Dieser war mittlerweile alleine, da Marseille für die Rettungsaktion eine andere Aufgabe bekam. Sie bedroht ihn mit ihrer Pistole. Damit endet Teil 4.

### Teil 5
(Netflix-Folgen 39–48)
Während die Polizei den Hubschrauber, der Lissabon bei der Bank abgesetzt hat, weiter verfolgt, ist der Professor von Sierra aufgespürt worden. Doch anstatt ihn bei der Polizei auszuliefern, foltert sie ihn, um seine Pläne zu erfahren. In der Bank wird das Team langsam ungeduldig, als der Professor ihnen nicht mehr antwortet. Trotz Polizei kann Marseille dank eines ausgeklügelten Planes entkommen, als er den Hubschrauber landet. Die Polizei bereitet währenddessen die Stürmung der Bank durch das Militär vor, was das Team weiter hinauszögern will. Um weiter Zeit zu gewinnen, verhandeln sie mit der Polizei die ärztliche Behandlung Gandías, der schwer verletzt ist. Doch auch die Geiseln bekommen den geplanten Einsatz des Militärs mit und befürchten, dass ihr Überleben nicht die oberste Priorität des Militärs ist. Während Lissabon im Beisein von Tokio und Stockholm außerhalb des Bankgebäudes mit Luis Tamayo verhandelt, planen zwei der dahinterstehenden Geiseln, der Bankdirektor und Arturo, eine Flucht. Tamayo und sie einigen sich auf die Verschiebung des Militärangriffs gegen die Auslieferung des schwer verletzten Sicherheitschefs Gandía. Währenddessen duelliert sich Bogotá mit Gandía in einem Faustkampf, um Nairobi zu rächen. Bevor Bogotá ihm das Genick brechen würde, hält Tokio, die mit Lissabon, Stockholm und den Geiseln in die Bank zurückgekehrt ist, ihn ab. In diesem Moment ergreifen der Direktor, Arturo und weitere Geiseln mit aufgehobenen Waffen die Flucht. Arturo fängt an, um sich zu feuern und verletzt dabei Denver sowie zwei Geiseln schwer. Inzwischen ordnet Tamayo die Vorbereitung des Angriffs durch das Militär an, wird jedoch von dem Anführer, Sagasta, unterbrochen. Sagasta betrete das Gebäude nur mit „seinen Leuten“, denen es egal sei, wer sich hinter der Maske verbirgt, die sich auf das Stellunghalten statt Lebenretten konzentrierten.
In einer weiteren Rückblende wird ein Goldraub in Kopenhagen thematisiert, den Berlin zusammen mit seiner Frau Tatiana und seinem Sohn Rafael verübt. Ein konkreter Zusammenhang zu den Geschehnissen des fünften Teils wird dabei noch nicht direkt hergestellt. Tokios Lebensgeschichte wird näher erläutert. Sie hatte ein „Bonnie & Clyde“-Verhältnis mit René, einem Bankräuber, der bei einem der Überfälle erschossen wird. Auf der Flucht wird sie vom Professor für sein Team rekrutiert und beginnt ein neues Leben. Auch ihr späterer Dauerfreund Rio muss ein neues Leben beginnen, nachdem Tokio bei einem Feuergefecht mit der Spezialeinheit stirbt. Rio versucht, sie zu retten, sie können sich aber nur noch voneinander verabschieden.
Alicia erleidet im Verlies des Professors eine Steißgeburt. Sie kann ihre Tochter Victoria nur mit Hilfe des Professors zur Welt bringen. Der Professor erlangt die Kommunikation mit seinem Team zurück und kann Anweisungen geben, wie das Team sich der Spezialeinheit zur Wehr setzen kann. Alicia besorgt sich auf der Toilette eine kleine Zange, die sie eventuell später als Waffe gegen den Professor einsetzen kann. Die erste Ausgabe des fünften Teils endet mit dem Tod Tokios durch ihre vier Handgranaten, wobei sie Mitglieder der militärischen Spezialeinheit mit in den Tod reißt.
In der zweiten Ausgabe teilt Sagasta Oberst Tamayo den Tod Tokios und seiner Männern inklusive Gandía mit. Tamayo möchte daraufhin die Operation abbrechen, doch Sagasta lehnt ab. Mit einer einzigen Soldatin und einer vorgetäuschten Niederlage sollen die Sprengsätze bei den Eingängen entschärft werden, damit die Bank von außen gestürmt werden kann.
Gleichzeitig flieht Alicia Sierra vom Professor, weshalb dieser gemeinsam mit Marseille die Verfolgung aufnimmt. Sierra kann den Professor überwältigen, woraufhin sie ihn fesselt und in ihren Kofferraum sperrt. Sie fährt zu Oberst Tamayo und will den Professor ausliefern, wenn dafür ihr Name von allen Anschuldigungen reingewaschen wird. Währenddessen gelingt es dem Professor, sich aus dem Auto zu befreien. Tamayo hat die Polizei gerufen und nun müssen sich der Professor und Alicia gemeinsam verstecken. Am nächsten Tag werden die beiden in einem modifizierten Müllauto von seinem Team abgeholt und stellen fest, dass der Transport des Goldes über die Rohrleitungen bereits läuft. Die Polizei ist dem Abtransport über das Abwassersystem auf der Spur und schickt Polizeiautos, wobei sich diese anscheinend dem Aufenthaltsort des Professors nähern. Es stellt sich aber heraus, dass die scheinbaren Polizisten, die ihn und sein Team verhaftet haben, der verkleidete Neffe des Professors und seine Freundin Tatiana waren, die über den verstorbenen Berlin Mitwisser des Plans wurden. Tatiana hat den unheilbar kranken Berlin für dessen Sohn Rafael verlassen.
In der Bank ist der Plan der Polizei erfolgreich, sie können das Gebäude stürmen und alle Bandenmitglieder verhaften. Der Professor ist gegenüber seinem Team solidarisch und will nicht als Einziger frei bleiben, weswegen er sich in die Bank begibt. Alicia soll mit einigen Männern das gestohlene Gold suchen. Die Wirtschaft Spaniens leidet stark unter der Destabilisierung durch die gestohlenen Goldreserven, und auch das wurde vom Professor bedacht. Er bietet Tamayo die „Rückgabe“ von mit Gold überzogenen Messingbarren an, womit die Solvenz des Landes nach außen hin wiederhergestellt wäre. Inzwischen findet Alicia das gestohlene Gold und vereinbart eine Beteiligung von Rafael und Tatiana.
Tamayo zögert, ob er auf das raffinierte Angebot eingehen soll. Nicht einsehend, dass er dem Professor intellektuell unterlegen ist, lässt er scheinbar auf die Bandenmitglieder schießen, wobei dies der Öffentlichkeit als erbitterter Kampf um die Bank suggeriert werden soll. Die Leichensäcke werden aus der Bank getragen, aber die Erschießung stellt sich als ein letzter Trick heraus. Tamayo hat das Angebot angenommen und beendet die Verfolgung der Truppe durch deren vorgetäuschten Tod.

## Besetzung und Synchronisation
Die deutsche Synchronisation entstand nach dem Dialogbuch von Andreas Hinz, Bianca Krahl, Ina Gerlach und Kaze Uzumaki sowie unter der Dialogregie von Ina Gerlach durch die Synchronfirma SDI Media Germany GmbH in Berlin.
| Rolle                                      | Schauspieler              | Hauptrolle            | Nebenrolle                                              | Synchronsprecher                                                     | Rollenbeschreibung |
| Die Kriminellen                            | Die Kriminellen           | Die Kriminellen       | Die Kriminellen                                         | Die Kriminellen                                                      | Die Kriminellen |
| ------------------------------------------ | ------------------------- | --------------------- | ------------------------------------------------------- | -------------------------------------------------------------------- | --- |
| Sergio Marquina alias Der Professor        | Álvaro Morte              | 1.01–5.10             |                                                         | Nico Mamone                                                          | Kopf hinter dem Überfall, keine Vorstrafen und Anzeigen, verliebt sich in Raquel |
| Andrés de Fonollosa Gonzalves alias Berlin | Pedro Alonso              | 1.01–5.10             |                                                         | Sven Gerhardt                                                        | wird aufgrund mehrerer Raubüberfälle per Haftbefehl gesucht, leitet den Überfall vor Ort, Bruder des Professors, stirbt am Ende von Teil 2, ab Teil 3 taucht er nur noch in Rückblenden auf               |
| Silene Oliveira alias Tokio                | Úrsula Corberó            | 1.01–5.10             |                                                         | Esra Vural                                                           | ist auf der Flucht vor der Polizei, verliebt sich in Rio, stirbt in der 5. Folge von Teil 5, ist in den letzten fünf Folgen als Off-Stimme und in Flashbacks zu hören/sehen                               |
| Aníbal Cortés alias Rio                    | Miguel Herrán             | 1.01–5.10             |                                                         | Sebastian Fitzner                                                    | wird von Interpol gesucht, Computerspezialist, verliebt sich in Tokio, wird nach der Flucht gefangen genommen                                                                                             |
| Daniel Ramos alias Denver                  | Jaime Lorente             | 1.01–5.10             |                                                         | Marios Gavrilis                                                      | ist ein hitzköpfiger Schläger und Unruhestifter, verliebt sich in Mónica, mit der er später verheiratet ist                                                                                               |
| Mirko Dragic alias Helsinki                | Darko Perić               | 1.01–5.10             |                                                         | Lutz Schnell                                                         | Cousin von Oslo, serbische Abstammung, homosexuell, brachialer Kämpfer, bester Freund von Nairobi |
| Mónica Gaztambide alias Stockholm          | Esther Acebo              | 1.01–5.10             |                                                         | Marieke Oeffinger                                                    | Sekretärin in der Banknotendruckerei (Teil 1 & 2), schwanger von Arturo, Mutter von Cincinnati, verliebt sich in Denver, unterstützt den Überfall (Teil 3–5)                                              |
| Raquel Murillo Fuentes alias Lissabon      | Itziar Ituño              | 1.02–5.10             |                                                         | Ghadah Al-Akel                                                       | leitende Polizistin des Überfalls (Teil 1 & 2), Mutter von Paula, verliebt sich in den Professor, beste Freundin von Ángel, leitet mit dem Professor den zweiten Überfall (Teil 3–5)                      |
| Martín Berrote alias Palermo               | Rodrigo de la Serna       | 3.01–5.10             |                                                         | Leonhard Mahlich                                                     | hat innerhalb der Nationalbank das Kommando über den Überfall, hat mit Berlin zusammen den Plan des Überfalls entwickelt, homosexuell, liebte Berlin                                                      |
| Santiago Lopez alias Bogotá                | Hovik Keuchkerian         | 3.01–5.10             |                                                         | Thomas Schmuckert                                                    | Experte für Metallurgie, hat fünf Söhne und zwei Töchter |
| Jakov alias Marseille                      | Luka Peroš                | 4.01–5.10             | 3.01–3.08                                               | Luka Peroš (3.01–3.04, 3.06–4.08) Robert Glatzeder (3.05, 5.01–5.10) | verantwortlich für die technischen Angelegenheiten, stellt die Verbindung zwischen dem Professor und Polizei her, hatte eine Hündin namens Pamuk                                                          |
| Julia Ramos alias Manila                   | Belén Cuesta              | 4.01–5.10             | 3.07–3.08                                               | Lina Rabea Mohr                                                      | täuscht erst vor, eine Geisel zu sein, tatsächlich jedoch Patentochter von Moskau, Transfrau, Denver kannte sie früher als Juanito                                                                        |
| Matías Caño alias Pamplona                 | Ahikar Azcona             |                       | 3.07–5.10                                               | Max Felder                                                           | täuscht erst vor, eine Geisel zu sein, arbeitet schon seit einigen Jahren mit Bogotá zusammen |
| Benjamín Logroño                           | Ramón Agirre              |                       | 4.07–5.10                                               | Uli Krohm (4.07–4.08) Michael Tietz (5.01–5.10)                      | Vater von Manila, hilft dem Professor bei seinem Plan |
| Ágata Jiménez alias Nairobi                | Alba Flores               | 1.01–5.01, 5.04, 5.10 |                                                         | Alice Bauer                                                          | war bereits in ihrer Kindheit kriminell, verlor das Sorgerecht für ihren Sohn Axel, wird am Ende von Teil 3 von Scharfschützen getroffen, wird am Ende von Teil 4 von Gandía mit einem Kopfschuss getötet |
| Radko Dragic alias Oslo                    | Roberto García            |                       | 1.01–2.09, 3.05, 4.05–4.06                              | Christian Intorp (1.01–2.04) Samuel Zekarias (2.09)                  | Cousin von Helsinki, Cousin von Darko Dragic, serbische Abstammung, brachialer Kämpfer, stirbt in Teil 2, ab Teil 3 nur noch in Rückblenden                                                               |
| Agustín Ramos alias Moskau                 | Paco Tous                 | 1.01–2.08             | 3.05–3.06, 4.05–4.06, 5.01, 5.03                        | Ronald Nitschke                                                      | Vater von Denver, verübte mehrere Raubüberfälle, stirbt am Ende von Teil 2, ab Teil 3 nur noch in Rückblenden                                                                                             |
| Die Polizisten                             |                           |                       |                                                         |                                                                      | |
| Ángel Rubio                                | Fernando Soto             |                       | 1.01–5.10                                               | Detlef Bierstedt                                                     | Ermittler des Überfalls, (Ex-)Ehemann von Mari Carmen, verliebt sich in Raquel |
| Suárez                                     | Mario de la Rosa          |                       | 1.02–5.10                                               | Jaron Löwenberg                                                      | Leiter der GEO |
| Alicia Sierra Montes                       | Najwa Nimri               | 3.02–5.10             |                                                         | Marion Musiol                                                        | leitende Ermittlerin des Falles (Teil 3 & 4), foltert Rio, ist schwanger, Mutter von Victoria, findet und foltert den Professor und arbeitet anschließend mit ihm zusammen (Teil 5)                       |
| Coronel Luis Tamayo                        | Fernando Cayo             | 4.01–5.10             | 3.03–3.08                                               | Frank Röth                                                           | Repräsentant des CNI während des Überfalls (Teil 3–5) |
| Benito Antoñanzas                          | Antonio Romero            |                       | 3.03–5.10                                               | Fabian Oscar Wien                                                    | Ermittler des Überfalls (Teil 3–5), hilft dem Professor zwangsweise (Teil 4) |
| Martínez                                   | Mikel Bustamante          |                       | 3.04–5.10                                               | Alexander Gaida                                                      | Ermittler des Überfalls (Teil 3–5) |
| Sagasta                                    | José Manuel Seda          |                       | 5.01–5.10                                               | Erich Räuker                                                         | Anführer des Militärs (Teil 5) |
| Ramiro Vázquez                             | Alberto Amarilla          |                       | 5.02–5.10                                               | Patrick Giese                                                        | Mitglied des Militärs (Teil 5) |
| Arantxa Arteche                            | Jennifer Miranda          |                       | 5.05–5.10                                               | Nurcan Özdemir                                                       | Mitglied des Militärs (Teil 5) |
| Mateo Canalejas                            | Juan Carlos Heredia       |                       | 5.05, 5.08–5.09                                         | Michael Noack                                                        | Mitglied des Militärs (Teil 5) |
| Coronel Alfonso Prieto                     | Juan Fernández            |                       | 1.02–3.08, 4.07                                         | Kaspar Eichel                                                        | Repräsentant des CNI während des Überfalls (Teil 1 & 2) |
| Gómez                                      | Xabi Ortuzar              |                       | 2.01–2.09                                               | Benjamin Stöwe                                                       | Ermittler des Überfalls (Teil 1 & 2) |
| Alberto Vicuña                             | Miquel García Borda       |                       | 1.04, 1.10, 2.01–2.07, 4.03                             | Matthias Klages                                                      | Ex-Mann von Raquel, Vater von Paula, Mitarbeiter der Spurensicherung |
| Die Geiseln                                |                           |                       |                                                         |                                                                      | |
| Arturo Román                               | Enrique Arce              | 1.01–5.05             |                                                         | Uwe Büschken                                                         | Direktor der Banknotendruckerei (Teil 1 & 2), (Ex-)Ehemann von Laura, hatte eine Affäre mit Mónica, Buchautor und Berater der Polizei (Teil 3–5), vergewaltigt Amanda                                     |
| Miguel Fernández Talanilla                 | Carlos Suárez             |                       | 3.02–5.10                                               | Dirk Stollberg                                                       | IT-Spezialist, Praktikant in der Bank von Spanien, verliebt sich in Amanda |
| Paquita                                    | Mari Carmen Sánchez       |                       | 3.02–4.01, 4.03–4.08, 5.04                              | Beate Tober (3.04, 3.06) Gabriele Schramm-Philipp (4.01–5.04)        | Krankenschwester, die sich um Nairobi kümmert, als diese angeschossen wurde |
| Amanda                                     | Olalla Hernández          |                       | 3.03–5.10                                               | Anna Dramski                                                         | Sekretärin des Gouverneurs, wird von Arturo vergewaltigt |
| Gobernador Mario Urbaneja                  | Pep Munné                 |                       | 3.03–5.10                                               | Johannes Berenz                                                      | Gouverneur der Bank von Spanien |
| César Gandía                               | José Manuel Poga          |                       | 3.03–5.05                                               | Michael Deffert (3.03–4.08) Tobias Nath (5.02–5.05)                  | Sicherheitsbeamter des Gouverneurs, erschießt Nairobi. Stirbt in der 5. Folge von Teil 5 durch Tokios Suizidsprengung.                                                                                    |
| Alison Parker                              | María Pedraza             | 1.01–2.09             |                                                         | Lydia Morgenstern                                                    | Tochter des britischen Botschafters in Spanien, wird von ihren Klassenkameraden gehänselt |
| Ariadna Cascales                           | Clara Alvarado            |                       | 1.01–2.09                                               | Tina Haseney (1.01, 1.07) Andrea Cleven (1.10–2.09)                  | schätzt ihre Überlebenschance nicht hoch ein und verführt Berlin, um zu überleben |
| Mercedes Colmenar                          | Anna Gras                 |                       | 1.01–2.09                                               | Ina Gerlach                                                          | Lehrerin der Schüler, die eine Exkursion in die Banknotendruckerei unternehmen |
| Francisco Torres                           | Antonio Cuellar Rodríguez |                       | 1.01–2.09                                               | Christian Intorp                                                     | ältester Mitarbeiter der Banknotendruckerei |
| Pablo Ruiz                                 | Fran Morcillo             |                       | 1.01–1.13                                               | Amadeus Strobl                                                       | Schüler, hilft Arturo beim Fluchtplan und flüchtet mit anderen Geiseln |
| Jacinto                                    | Pedro Pablo Isla          |                       | 1.10–1.13                                               | Valentin Stilu                                                       | Sicherheitschef der Banknotendruckerei, befreit sich und einige weitere Geiseln, fügt Oslo die schwere Verletzung zu, wegen denen Helsinki ihn erstickt                                                   |
| Andere                                     |                           |                       |                                                         |                                                                      | |
| Mariví Fuentes                             | Kiti Manver               | 1.02–2.08             | 3.01, 4.03                                              | Denise Gorzelanny (1.02–1.13, 4.03) Monica Bielenstein (2.01–2.09)   | Mutter von Raquel, leidet an Demenz |
| Paula Vicuña Murillo                       | Naia Guz Sánchez          |                       | 1.02–1.04, 1.07–1.08, 2.04, 3.01, 4.03                  | Zalina Sanchez-Decke                                                 | Tochter von Raquel und Alberto |
| Tatiana                                    | Diana Gómez               |                       | 3.01, 3.06, 3.08, 4.01–4.02, 5.01, 5.03–5.04, 5.08–5.10 | Sonja Spuhl                                                          | Ex-Ehefrau von Berlin |
| Rafael de Fonollosa                        | Patrick Criado            |                       | 5.01, 5.03–5.04, 5.08–5.10                              | Oscar Räuker                                                         | Berlins Sohn |
| René                                       | Miguel Ángel Silvestre    |                       | 5.01, 5.05                                              | Jeremias Koschorz                                                    | Ex-Freund von Tokio, wird bei einem gemeinsamen Überfall erschossen, taucht nur in Rückblenden auf |

## Episodenliste

### Originale Ausstrahlung auf Antena 3
| Nr. | Titel                       | Erstausstrahlung Spanien | Regie                         |
| --- | --------------------------- | ------------------------ | ----------------------------- |
| 1   | Efectuar lo acordado        | 2. Mai 2017              | Jesús Colmenar                |
| 2   | Imprudencias letales        | 9. Mai 2017              | Miguel Ángel Vivas            |
| 3   | Errar al disparar           | 16. Mai 2017             | Álex Rodrigo                  |
| 4   | Caballo de Troya            | 23. Mai 2017             | Alejandro Bazzano             |
| 5   | El día de la marmota        | 30. Mai 2017             | Jesús Colmenar                |
| 6   | La cálida Guerra Fría       | 6. Juni 2017             | Miguel Ángel Vivas            |
| 7   | Refrigerada inestabilidad   | 13. Juni 2017            | Álex Rodrigo                  |
| 8   | Tú lo has buscado           | 20. Juni 2017            | Alejandro Bazzano             |
| 9   | El que la sigue la consigue | 27. Juni 2017            | Jesús Colmenar                |
| 10  | Se acabaron las máscaras    | 16. Okt. 2017            | Álex Rodrigo                  |
| 11  | La cabeza del plan          | 23. Okt. 2017            | Alejandro Bazzano             |
| 12  | Cuestión de eficacia        | 2. Nov. 2017             | Javier Quintas                |
| 13  | ¿Qué hemos hecho?           | 9. Nov. 2017             | Jesús Colmenar & Álex Rodrigo |
| 14  | A contrarreloj              | 16. Nov. 2017            | Alejandro Bazzano             |
| 15  | Bella ciao                  | 23. Nov. 2017            | Jesús Colmenar & Álex Rodrigo |

### Veröffentlichung auf Netflix

#### Teil 1
| Nr. (ges.) | Nr. (St.) | Deutscher Titel | Originaltitel | Regie                               |
| --- | --------- | --------------- | ------------- | ----------------------------------- |
| 1 | 1         | Folge 1         | Episode 1     | Jesús Colmenar                      |
| 2 | 2         | Folge 2         | Episode 2     | Jesús Colmenar & Miguel Ángel Vivas |
| 3 | 3         | Folge 3         | Episode 3     | Miguel Ángel Vivas                  |
| 4 | 4         | Folge 4         | Episode 4     | Álex Rodrigo                        |
| 5 | 5         | Folge 5         | Episode 5     | Alejandro Bazzano                   |
| 6 | 6         | Folge 6         | Episode 6     | Alejandro Bazzano & Jesús Colmenar  |
| 7 | 7         | Folge 7         | Episode 7     | Jesús Colmenar                      |
| 8 | 8         | Folge 8         | Episode 8     | Miguel Ángel Vivas                  |
| 9 | 9         | Folge 9         | Episode 9     | Miguel Ángel Vivas & Álex Rodrigo   |
| 10 | 10        | Folge 10        | Episode 10    | Álex Rodrigo                        |
| 11 | 11        | Folge 11        | Episode 11    | Alejandro Bazzano                   |
| 12 | 12        | Folge 12        | Episode 12    | Alejandro Bazzano & Jesús Colmenar  |
| 13 | 13        | Folge 13        | Episode 13    | Jesús Colmenar                      |
| Am 22. Dezember 2017 wurden alle Episoden des ersten Teils weltweit bei Netflix, u. a. auch auf Deutsch, veröffentlicht. |           |                 |               |                                     |

#### Teil 2
| Nr. (ges.) | Nr. (St.) | Deutscher Titel | Originaltitel | Regie                                            |
| --- | --------- | --------------- | ------------- | ------------------------------------------------ |
| 14 | 1         | Folge 1         | Episode 1     | Álex Rodrigo                                     |
| 15 | 2         | Folge 2         | Episode 2     | Álex Rodrigo & Alejandro Bazzano                 |
| 16 | 3         | Folge 3         | Episode 3     | Alejandro Bazzano                                |
| 17 | 4         | Folge 4         | Episode 4     | Javier Quintas                                   |
| 18 | 5         | Folge 5         | Episode 5     | Javier Quintas, Jesús Colmenar & Álex Rodrigo    |
| 19 | 6         | Folge 6         | Episode 6     | Jesús Colmenar & Álex Rodrigo                    |
| 20 | 7         | Folge 7         | Episode 7     | Alejandro Bazzano                                |
| 21 | 8         | Folge 8         | Episode 8     | Alejandro Bazzano, Jesús Colmenar & Álex Rodrigo |
| 22 | 9         | Folge 9         | Episode 9     | Jesús Colmenar & Álex Rodrigo                    |
| Am 6. April 2018 wurden alle Episoden des zweiten Teils weltweit bei Netflix, u. a. auch auf Deutsch, veröffentlicht. |           |                 |               |                                                  |

#### Teil 3
| Nr. (ges.) | Nr. (St.) | Deutscher Titel         | Originaltitel               | Regie          |
| --- | --------- | ----------------------- | --------------------------- | -------------- |
| 23 | 1         | Wir sind zurück         | Hemos vuelto                | Jesús Colmenar |
| 24 | 2         | Aikido                  | Aikido                      | Jesús Colmenar |
| 25 | 3         | 48 Meter unter der Erde | 48 metros bajo el suelo     | Jesús Colmenar |
| 26 | 4         | Die Stunde des Delfins  | La hora del delfín          | Koldo Serra    |
| 27 | 5         | Bumm, bumm, ciao!       | Bum, bum, ciao              | Koldo Serra    |
| 28 | 6         | Alles schien unwichtig  | Todo pareció insignificante | Álex Rodrigo   |
| 29 | 7         | Urlaub                  | Pequeñas vacaciones         | Álex Rodrigo   |
| 30 | 8         | Verloren                | La deriva                   | Jesús Colmenar |
| Am 19. Juli 2019 wurden alle Episoden des dritten Teils weltweit bei Netflix, u. a. auch auf Deutsch, veröffentlicht. |           |                         |                             |                |

#### Teil 4
| Nr. (ges.) | Nr. (St.) | Deutscher Titel     | Originaltitel       | Regie                      |
| --- | --------- | ------------------- | ------------------- | -------------------------- |
| 31 | 1         | Game Over           | Game over           | Koldo Serra                |
| 32 | 2         | Berlins Hochzeit    | La boda de Berlín   | Javier Quintas             |
| 33 | 3         | Lektion in Anatomie | Lección de anatomía | Álex Rodrigo               |
| 34 | 4         | Paso Doble          | Suspiros de España  | Jesús Colmenar             |
| 35 | 5         | 5 Minuten zuvor     | 5 minutos antes     | Koldo Serra & Álex Rodrigo |
| 36 | 6         | Technischer K. o.   | KO técnico          | Javier Quintas             |
| 37 | 7         | Anschlag aufs Zelt  | Tumbar la carpa     | Koldo Serra                |
| 38 | 8         | Der Paris-Plan      | Plan París          | Jesús Colmenar             |
| Am 3. April 2020 wurden alle Episoden des vierten Teils weltweit bei Netflix, u. a. auch auf Deutsch, veröffentlicht. |           |                     |                     |                            |

#### Teil 5
| Nr. (ges.) | Nr. (St.) | Deutscher Titel                 | Originaltitel               | Regie                         |
| --- | --------- | ------------------------------- | --------------------------- | ----------------------------- |
| 39 | 1         | Das Ende des Weges              | El final del camino         | Jesús Colmenar & Koldo Serra  |
| 40 | 2         | Glaubst du an die Wiedergeburt? | ¿Crees en la reencarnación? | Jesús Colmenar                |
| 41 | 3         | Ein neues Leben                 | El espectáculo de la vida   | Koldo Serra                   |
| 42 | 4         | Dein Platz im Himmel            | Tu sitio en el cielo        | Alex Rodrigo & Jesús Colmenar |
| 43 | 5         | Du hast viele Leben vor dir     | Vivir muchas vidas          | Jesús Colmenar & Koldo Serra  |
| 44 | 6         | Sicherheitsventil               | Válvulas de Escape          | Koldo Serra & Alex Rodrigo    |
| 45 | 7         | Wunschdenken                    | Ciencia Ilusionada          | Albert Pintó                  |
| 46 | 8         | Die Theorie der Eleganz         | La Teoría de La Elegancia   | Alex Rodrigo                  |
| 47 | 9         | Bettgeflüster                   | Lo Que Se Habla en la Cama  | Koldo Serra                   |
| 48 | 10        | Eine Familientradition          | Una Tradición Familiar      | Jesús Colmenar                |
| Am 3. September 2021 wurden die ersten fünf Episoden des fünften Teils weltweit bei Netflix, u. a. auch auf Deutsch, veröffentlicht. Die letzten fünf Episoden wurden am 3. Dezember 2021 auf Netflix veröffentlicht. |           |                                 |                             |                               |

## Ausstrahlung
Die Serie teilt sich in fünf Teile auf. Der erste Teil, der aus den Episoden eins bis neun besteht, wurde in Spanien vom 2. Mai bis zum 27. Juni 2017 auf Antena 3 ausgestrahlt. Auf Netflix wurden diese neun Episoden neu geschnitten und am 22. Dezember 2017 als insgesamt 13 Episoden veröffentlicht. Der zweite Teil der Serie, der aus den Episoden 10 bis 15 besteht, wurde vom 16. Oktober bis zum 23. November 2017 in Spanien gesendet. Der zweite Teil wurde am 6. April 2018 als neun Episoden auf Netflix veröffentlicht. Aus den ursprünglich 70-minütigen Folgen wurden Episoden der Länge 41–55 Minuten geschnitten. Die neu geschnittenen Folgen tragen keine Titel. Der dritte, der vierte und der fünfte Teil sind exklusiv auf Netflix erschienen.

## Trivia

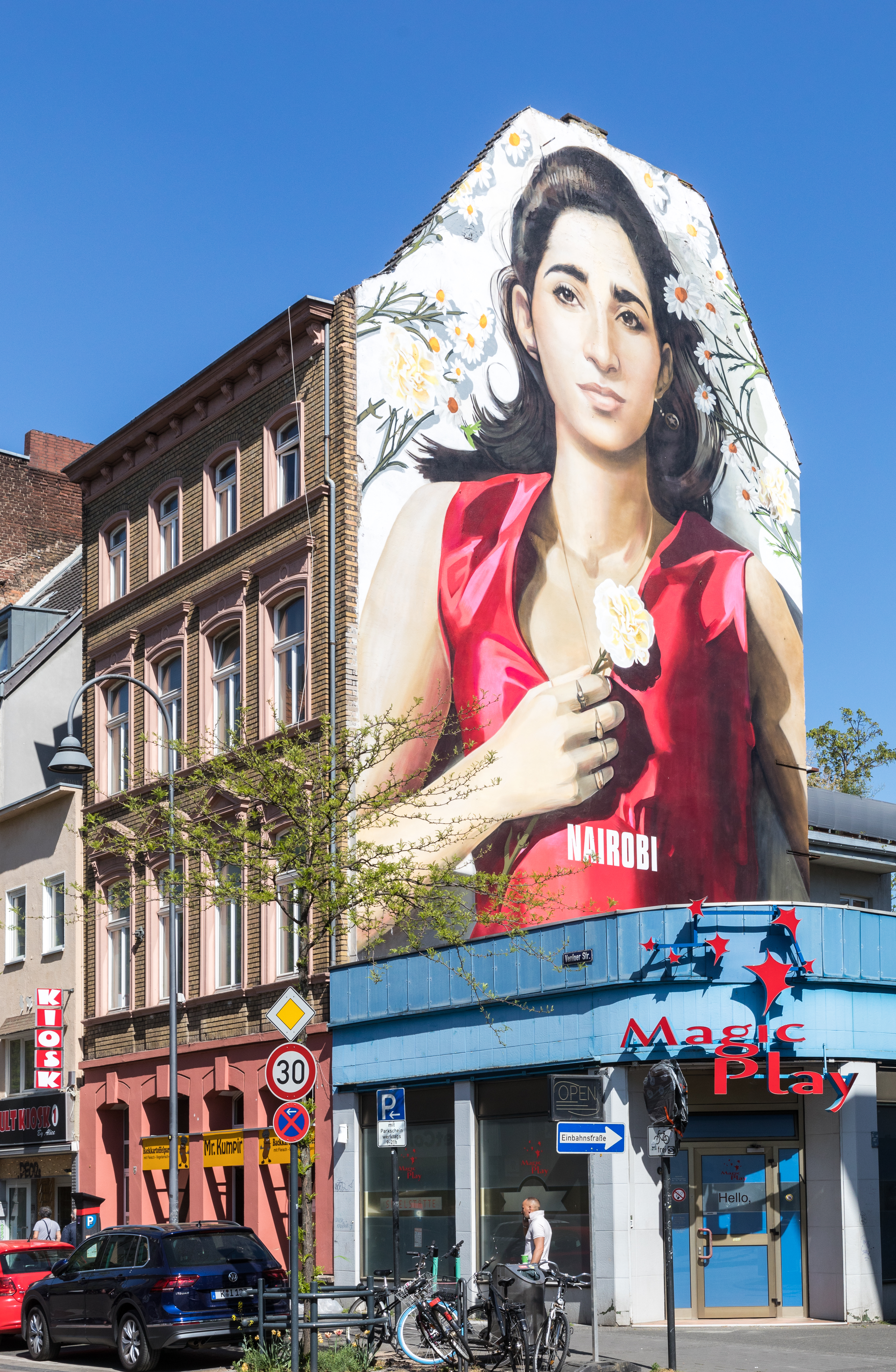
Alba Flores in ihrer Rolle als Nairobi in der Venloer Straße 274, Köln-Ehrenfeld

- Der Titel der 15. Episode (1. Staffel der Original-Ausstrahlung) trägt den Namen Bella Ciao, ein Lied der italienischen Partisanen im Zweiten Weltkrieg. Der Professor und Berlin singen dieses am Abend vor dem Überfall.
- In Folge 5 (2. Teil der Netflix-Veröffentlichung) verkleidet sich der Professor als Clown, der dem Hutmacher aus Alice im Wunderland ähnelt.
- In Folge 6 (2. Teil der Netflix-Veröffentlichung) ist während der Rückkehr Tokios in die Banknotendruckerei, in der Szene mit dem Feuerschutz, der berühmte Wilhelmsschrei zu hören. Dieser ist ebenfalls in der Netflix-Staffel 5 Folge 5 während der Explosion einer Granate bei Minute 17:33 zu hören.
- In Folge 11 (1. Teil der Netflix-Veröffentlichung) lehnt sich Mónica Gaztambide, deren späterer Deckname Stockholm lautet, an ein schwarzweiß gemustertes Kissen, das als Modell „Stockholm“ im schwedischen Möbelhaus Ikea geführt wird. Die Namenswahl ist eine Anspielung an das in der Serie erwähnte Stockholm-Syndrom und Foreshadowing auf ihre spätere Charakterentwicklung.
- In Folge 12 (1. Teil der Netflix-Veröffentlichung) spielt der Professor der Inspektorin Raquel Murillo im Lagerhaus auf dem Klavier die Titelmelodie der Gaunerkomödie Der Clou vor. Bei dem Stück handelt es sich um The Entertainer von Scott Joplin.
- Die Szene des Wiedersehens zwischen dem Professor und Raquel in Folge 9 (2. Teil) ist nahezu identisch mit der des Kennenlernens in der Bar.
- In Folge 4 (3. Teil der Netflix-Veröffentlichung) wird in einer Szene mit Palermo, dem die Augen verbunden sind, als Anspielung auf die Justitia im Hintergrund eine Balkenwaage gezeigt.
- In den Folgen 6 und 8 (3. Teil der Netflix-Veröffentlichung) spielt der Fußballstar Neymar einen brasilianischen Mönch namens Joao. Die Szenen wurden allerdings erst später in der Veröffentlichung bei Netflix eingeschlossen, da gegen Neymar ein Vorwurf der Vergewaltigung vorlag.[15][16]
- Der Schauspieler Rodrigo de la Serna der Figur Palermo spielte bereits 2016 in dem Film Jeder gegen Jeden den Chef einer Bankräubertruppe, die bei einem Bankraub korrumpierendes Material gegen die Regierung als Druckmittel verwendet.
- Die Guy-Fawkes-Maske und die der Bankräuber ähneln einander und stellen einen Mann mit Schnurrbart dar, hier den spanischen Maler Salvador Dalí.

## Adaption und Spin-off
Wenige Tage vor Ausstrahlung der finalen fünf Folgen wurde bestätigt, dass die Figur Berlin eine nach ihr betitelte eigene Serie erhält, die am 29. Dezember 2023 auf Netflix erschien.
Im Juni 2022 wurde auf Netflix die südkoreanische Version der Serie unter dem Titel Haus des Geldes: Korea veröffentlicht, in der Park Hae-soo, bekannt durch die Serie Squid Game, die Rolle von Berlin spielt. Jeon Jong-seo, der der internationale Durchbruch durch das preisgekrönte Mystery-Drama Burning gelang, übernimmt die Rolle Tokios.

## Auszeichnungen
2018
- International Emmy Awards 2018:
  - Preisträger in der Kategorie Dramaserie[21]

Haus des Geldes ist die zweite spanische Fernsehproduktion überhaupt, die jemals einen Emmy gewann. Zuvor war dies nur 1973 dem skurrilen Horrorfilm La cabina von Antonio Mercero gelungen, der bis heute als erfolgreichster spanischer Fernsehfilm gilt.

## Rezeption

### Kritiken
Keyvan Azh bezeichnet die ersten beiden Teile von Haus des Geldes über Focus Online als „[m]odernes Märchen mit altbackenen Stilmitteln“. Es mixe „freche Heist-Movie-Klischees mit getragener Legendenerzählung“. Allerdings, „[s]o altbacken diese Klischees auch sind, sie machen Spaß“, so Focus Online. Der größte Kritikpunkt sind die Off-Kommentare einer Geiselnehmerin: Ein „billiges Stilmittel“, das „die Euphorie“ schnell trübt, da „die Off-Kommentare von Protagonistin Tokio einfach nicht aufhören“.
David Hugendick beschreibt Álex Pinas Serie in Zeit Online als „bis ins Kleinste ausgeklügelt und […] in vielen Folgen zu einem fiebrigen Kammerspiel verdichtet, das vor allem aus den Binnenspannungen zwischen den Figuren seinen Reiz gewinnt“. Insgesamt sei die Serie „sehenswert überdreht“ und von „telenovelahafter Dramatik“.
Der MDR-Kultur-Serienkritiker Jörg Taszman schreibt in einer Rezension vom 14. April 2020: „Haus des Geldes bietet neben wirklich fesselnder Unterhaltung auch Kapitalismuskritik gepaart mit einem gesunden Schuss Anarchismus“. Die Darstellung des spanischen Staates sei „sehr unvorteilhaft, brutal und verschlagen“. Allerdings beruhe das „sicherlich auf gewissen Tatsachen“.
Bei IMDb hat Haus des Geldes eine Bewertung von 8.2/10, bei Moviepilot 7.8/10 (Stand: 27. Dezember 2021).